# The Best of Hootie & the Blowfish: 1993 - 2003
The Best of Hootie & the Blowfish: 1993 - 2003 ook wel genoemd The Best of Hootie & the Blowfish: 1993 thru 2003 is een verzamelalbum van de Amerikaanse rockband Hootie & the Blowfish.

## Tracklist
1. "Hold My Hand" - 4:15 (van het album: Cracked Rear View uit 1994)
2. "Only Wanna Be with You" - 3:46 (van het album: Cracked Rear View)
3. "Time" - 4:53 (van het album: Cracked Rear View)
4. "Let Her Cry" - 5:08 (van het album: Cracked Rear View)
5. "Not Even the Trees" - 4:37 (van het album: Cracked Rear View)
6. "Old Man & Me (When I Get To Heaven)" - 4:27 (van het album: Fairweather Johnson uit 1996)
7. "Hey, Hey, What Can I Do" - 3:52 (origineel door Led Zeppelin) - (van het album: Encomium: A Tribute to Led Zeppelin uit 1995)
8. "Tucker's Town" - 3:45 (van het album: Fairweather Johnson)
9. "I Go Blind" - 3:14 (van de cd single: Hold My Hand uit 1994)
10. "Sad Caper" - 2:49 (van het album: Fairweather Johnson)
11. "Be the One" - 3:25 (van het album: Fairweather Johnson)
12. "Use Me" - 5:01 (origineel door Bill Withers) - (van de cd single: Time uit 1995)
13. "I Will Wait" - 4:15 (van het album: Musical Chairs uit 1998)
14. "Innocence" - 3:24 (van het album: Hootie & the Blowfish uit 2003)
15. "Space" - 2:15 (van het album: Hootie & the Blowfish)
16. "Only Lonely" - 4:38 (van het album: Musical Chairs)
17. "Goodbye Girl" - 3:15 (origineel door David Gates) - (van de TNT tv film: The Goodbye Girl uit 2004)